# Kállai István
Kállai István (Budapest, 1929. május 7. – Budapest, 2015. július 2.) magyar író, dramaturg, humorista. Számtalan nagy sikerű vígjáték, kabarétréfa fűződik nevéhez. Filmes és tévés forgatókönyvíróként is nevet szerzett magának. Idősebb korában szerepléseinél kezében tartott eszköze nyomán „a pipás Kállai” néven volt ismert. Kállai Gábor sakknagymester édesapja.

## Életút

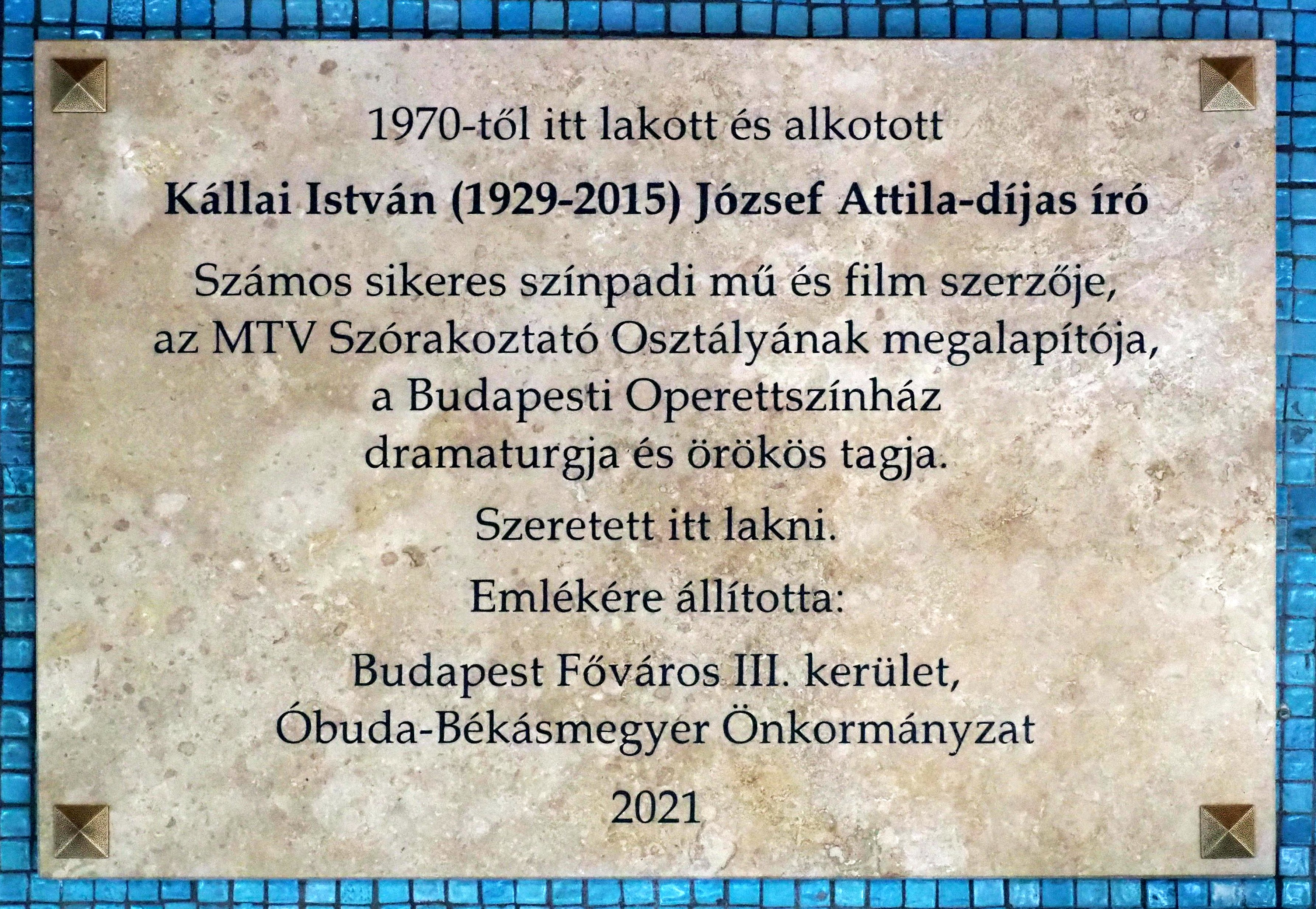
Emléktáblája egykori lakhelyén (Budapest III. ker., Vörösvári út 1.)

Kállai (1906 előtt: Kohn) Elemér nemzetközi szállítmányozó és Weber Stefánia (1901–1993) második gyermekeként született. (Édesanyja Alpár Gitta unokatestvére volt.) Kamaszként élte át a zsidóüldözéseket a fővárosban. A Kölcsey Gimnáziumból került a Wesselényi utcai kereskedelmi iskolába, majd a Közgazdasági Egyetem iparszakára. Már egyetemi évei alatt írt jeleneteket és rádiójátékokat.
| „ | Már ifjúkoromban kiderült, hogy van némi érzékem a humorhoz. Habár ennek nem mindig örültem. Az egyetemen, a végzősök bulijára (a Marx Károly Közgazdaságtudományi Egyetem ipar-szakán tanultam?!) kis szatirikus tréfát írtam szeretett professzoromról, Pach Zsigmondról. Csak azt felejtettem el, hogy még hátra van a gazdaságtörténet szigorlatom, melyet nála kellett abszolválnom. Nos, bevallom, az az órácska, amit együtt töltöttünk, nem volt túlságosan mulatságos. | ” |
|   | |   |

1952-ben a Magyar Rádió külföldi adásainak munkatársa. Első színházi munkája az „Irány Caracas” című komédia volt, s ezt jó néhány vígjáték, zenés darab követte: Kötéltánc, Ugorj ki az ablakon!, Férjek a küszöbön, Majd a papa, Egymillió fontos bankjegy. 1958-ban átütő sikert arat a Vidám Színpadon bemutatott „Majd a papa” című darabjával, melyben a főszerepet Kabos László alakította. A népszerű kabarészínész számára írta A veréb is madár című film főszerepét.
Magyar és nemzetközi színpadra alkalmazott és írt rengeteg zenés művet, operettet, például: Dr. Bőregér, Menyasszonytánc, A bajadér, Pompadour, Egy éj Velencében.
Munkáit Budapesten, vidéken és külföldön egyaránt játszották. Emellett több darabot fordított, illetve átdolgozott. Többek között: A három testőr, Őrült nők ketrece, Espresso Bongo. A színházon kívül a film világában is dolgozott, több forgatókönyvet írt: A veréb is madár, Elcserélt szerelem, Kojak Budapesten, Nápolyt látni, és..., Fuss, hogy utolérjenek. 1970-től sorozatokat írt az MTV-nek, 1974-től itt dolgozott a Szórakoztató Főosztályon, melynek alapító-vezetője, később főmunkatársa volt. 1981-től a Vidám Színpad, 1998-tól a Fővárosi Operettszínház dramaturgja. 2015. július 24-én búcsúztatták a budapesti Farkasréti temetőben. Búcsúbeszédet mondott Szinetár Miklós és Kerényi Miklós Gábor az Operettszínház volt igazgatói.
Kisebbik fia, Kállai Gábor, nemzetközi sakknagymester, szakíró.

## Művei
Színdarabok
- Irány Caracas (1957)
- Majd a papa (1958)
- Kötéltánc (1959)
- Ugorj ki az ablakon (1960)
- Az igazság házhoz jön (1961)
- Férjek a küszöbön (1963)
- Élni tudni kell (1964)
- Kemnénykaposok (1965)
- Csodabogár (1966)
- Titkárnők lázadása (1969)
- Segítség, nyertem! (1971)

Filmforgatókönyvek
- A megfelelő ember (1959)
- Már nem olyan időket élünk (1964)
- Nem (1965)
- Bolondos vakáció (1967)
- A veréb is madár (1968)
- Bolondos vakáció. Rendező: Makk Károly (1968)
- Fuss, hogy utolérjenek! (1972)
- Nápolyt látni és…(1972)
- Kojak Budapesten (1980)

Tévéműsorok
- Mit tenne ön az én helyemben? (1970)
- Tündér voltam Budapesten (1970)
- Ön például hogy folytatná? (1971)
- Robog az úthenger (4. rész, 1976)
- A fej (1976)
- Van egy fantasztikus ötlete? (1980)
- Telepódium (1981–1986)
- Amiről a pesti Broadway mesél (1982)
- Ligeti legendák (1983)
- Linda (1984)
- Randevú a Royalban (1984)
- A pesti légionárius (1984)
- Aranyoskáim (1996)
- Revue déja vu (2000)

Átdolgozások, fordítások
- Botrány az operában
- A három testőr
- Őrült nők ketrece
- Espresso Bongo.
- Bástya sétány 77

Rádió
- Megmondtam előre (1999)

## Kötetei
- Kötéltánc. Színmű; rendezői utószó Hertay Jenő; Gondolat, Bp., 1959 (Játékszín, 17.)
- Menyasszonytánc. Klezmer-musical Indig Ottó Torockói menyasszony című színműve nyomán; Kossuth–Budapesti Operettszínház–MTVA, Bp., 2013 + CD (Híres operettek, 20.; Metropol könyvtár)

## Hang és kép
- Születésnapi köszöntő[halott link]

## Emlék
Bővebben:Kalandjaim a kabaréval

## Méltatása
Szinetár Miklós szerint „különleges képessége volt mindig, hogy színészek számára tudott szerepet teremteni.”

## Kitüntetései
- József Attila-díj (1959)
- A Budapesti Operettszínház örökös tagja (1989)
- A Magyar Köztársasági Érdemrend tisztikeresztje (2006)
- Budapestért díj (2010)[3]